# 秋田犬の里

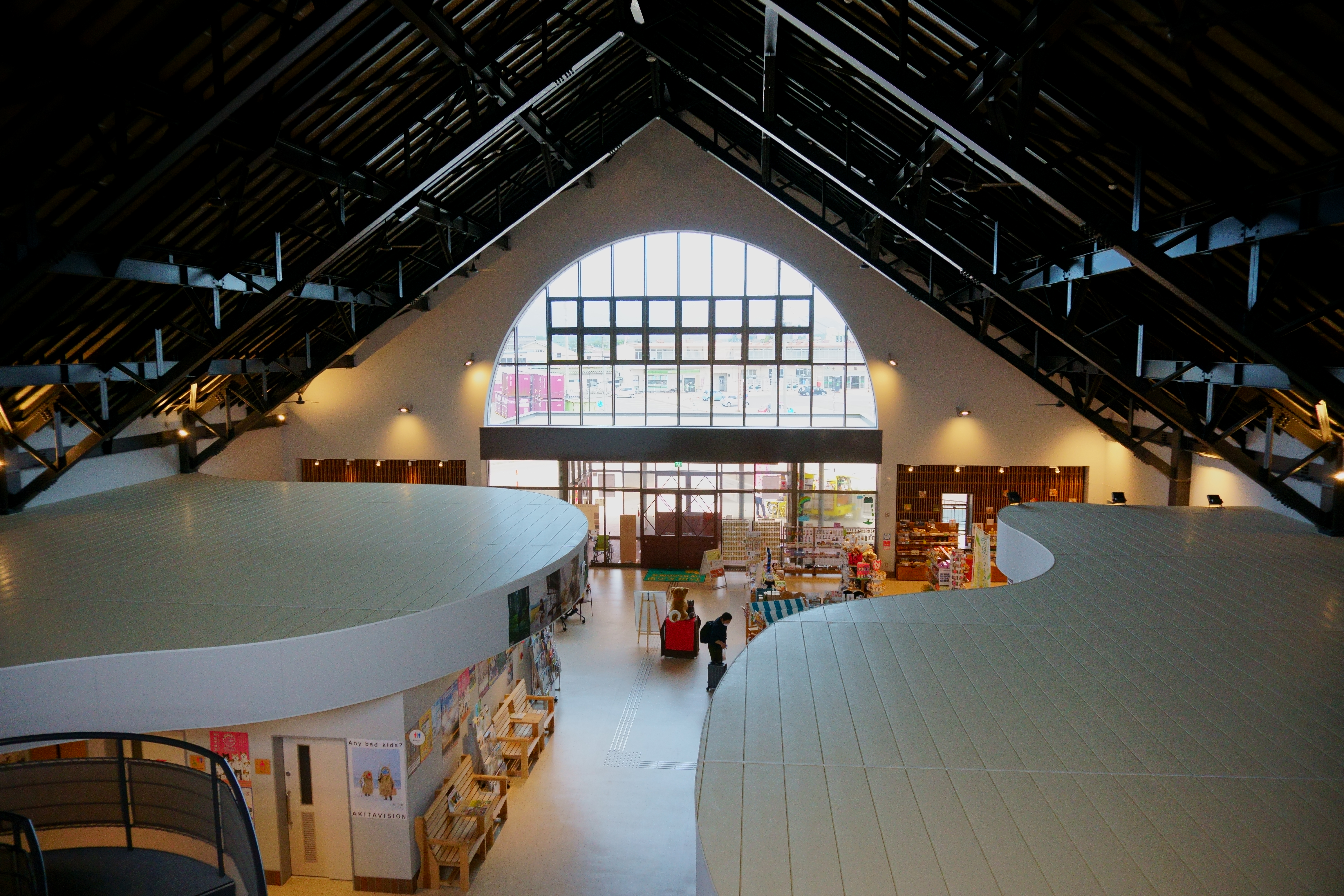
館内の様子

秋田犬の里（あきたいぬのさと）は、秋田県大館市にある、秋田犬の紹介や展示などを行う観光施設である。正式名称は大館市観光交流施設。

## 設置目的
当施設の設置目的は、「大館市観光交流施設に関する条例」（平成31年3月28日条例第6号）の第1条に以下のように記されている。

## 概要
大館駅にほど近い場所に、大館市の新しい観光施設として2019年5月8日にグランドオープンした。グランドオープン企画展として、国立科学博物館に所蔵されているハチ公の剥製が期間限定で展示された。
建物は忠犬ハチ公が飼い主を待ち続けた大正時代（1920年代）の2代目渋谷駅がモデルになっている。館内には秋田犬の特徴や歴史を紹介する「秋田犬ミュージアム」と秋田犬を展示している「秋田犬展示室」、その他グッズ等を販売している売店などがある。
建物の外には、かつて渋谷駅前にあった東急5000系「青ガエル」が展示されており、中に入ることができる。青ガエルは冬になると「冬眠中」となり、外観が覆われて見えなくなる。
旧小坂鉄道の廃線跡を活用した、手こぎトロッコを動かして線路上を走ることができる「鉄道パーク」がある（2020年7月23日開設）。線路は全長300mあり、駐車場に沿って設置されている。冬季閉鎖。
秋田犬展示室以外はペットの入館が可能である。

## 営業時間
- 9:00 - 17:00[8]

年末年始（12月31日、1月1日）は休館日となっている。入館は無料。秋田犬の展示は月曜日を除いて行われる。

## アクセス
鉄道
東日本旅客鉄道（JR東日本） 奥羽本線・花輪線 大館駅から徒歩1分。
自動車
E7 秋田自動車道 大館北ICから約5分。